# 우리는 아비뇽에 가지 않을 거야
우리는 아비뇽에 가지 않을 거야(프랑스어: Nous n'irons pas à Avignon)는 기존에 존재하는 아비뇽 연극제를 비판적으로 인식하고 그 대안으로 만든 소규모 공연 축제이다. 비뜨히 슈흐 쎈느 지역에서 열리며, 일반적으로 매주 이틀간의 휴식과 함께 7월에 총 4주간 지속된다. 이 축제는 1999년부터 시작되었으며 아비뇽 축제의 중앙집권화를 알리는 공공단체에 의해 만들어졌고, 아비뇽 이외의 지역에서도 연극제가 존재할 수 있다는 것을 알리기 시작했다. 매년 약 2개의 다양한 공연이 상연된다.